# Diószegi Nikolett
Diószegi Nikolett (Békéscsaba, 1996. március 31. –) jelenleg a Váci NKSE játékosa (jobbszélső) 2017 óta ezt megelőzően 2007-től 2017-ig a Békéscsabai Előre NKSE játékosa volt ahol 2013/14-es szezonban szerepelt először az NB I-es keretben.

## Eredményei
| Idény   | Helyezés | Csapat                 | M  | GY | D | V  | Gól | S | 2' | P |
| ------- | -------- | ---------------------- | -- | -- | - | -- | --- | - | -- | - |
| 2020/21 | 4. hely  | Váci NKSE              | 26 | 16 | 1 | 9  | 88  | 2 | 12 | 2 |
| 2019/20 | -        | Váci NKSE              | 18 | 11 | 2 | 5  | 62  | 1 | 4  | 0 |
| 2018/19 | 5. hely  | Váci NKSE              | 26 | 17 | 1 | 8  | 45  | 2 | 2  | 0 |
| 2017/18 | 6. hely  | Váci NKSE              | 25 | 14 | 1 | 10 | 34  | 0 | 5  | 0 |
| 2016/17 | 10. hely | Békéscsabai Előre NKSE | 26 | 7  | 4 | 15 | 43  | 3 | 5  | 0 |
| 2015/16 | 11. hely | Békéscsabai Előre NKSE | 7  | 1  | 0 | 6  | 14  | 0 | 0  | 0 |
| 2014/15 | 8. hely  | Békéscsabai Előre NKSE | 26 | 8  | 0 | 18 | 22  | 1 | 5  | 0 |
| 2013/14 | 6. hely  | Békéscsabai Előre NKSE | 19 | 8  | 2 | 9  | 6   | 0 | 0  | 0 |

| Idény   | Csapat                 | M | GY | D | V | Gól | S | 2' | P |
| ------- | ---------------------- | - | -- | - | - | --- | - | -- | - |
| 2020/21 | Váci NKSE              | 2 | 1  | 0 | 1 | 5   | 0 | 0  | 0 |
| 2019/20 | Váci NKSE              | 1 | 1  | 0 | 0 | 2   | 0 | 0  | 0 |
| 2018/19 | Váci NKSE              | 2 | 1  | 0 | 1 | 5   | 0 | 0  | 0 |
| 2017/18 | Váci NKSE              | 4 | 3  | 0 | 1 | 16  | 0 | 0  | 0 |
| 2016/17 | Békéscsabai Előre NKSE | 2 | 1  | 1 | 0 | 5   | 0 | 0  | 0 |

| Idény     | Csapat                | Esemény             |
| --------- | --------------------- | ------------------- |
| 2020/21   | Váci NKSE             | EHF European League |
| 2019/20   | Váci NKSE             | EHF CUP             |
| 2018/19   | Váci NKSE             | EHF CUP             |
| 2017/18   | Váci NKSE             | EHF CUP             |
| 2014/2015 | Női Junior Válogatott | Junior EB (4.hely)  |
| 2012/13   | Női Junior Válogatott | EYOF (6.hely)       |